# Agave virginica
Agave virginica ist eine Pflanzenart aus der Gattung der Agaven (Agave) in der Unterfamilie der Agavengewächse (Agavoideae). Das Artepitheton virginica stammt aus dem Lateinischen und verweist auf Vorkommen der Art in Virginia.

## Beschreibung
Agave virginica wächst mit Rhizomen von 1 bis 2,5 (selten bis 5) Zentimeter Länge und 1 bis 2,3 (selten bis 2,5) Zentimeter Breite. Die zahlreichen Wurzeln sind fleischig. Die etwa 10 halbsukkulenten Laubblätter sind verkehrt lanzettlich bis linealisch-lanzettlich und ausgebreitet. Sie sind 12 bis 15 (selten bis 30) Zentimeter lang und 1 bis 4,5 Zentimeter breit, meist einheitlich grün mit roten Flecken und Strichen nahe der Basis.
Der 0,7 bis 1,9 (selten 2,1) Meter hohe Blütenstand trägt auf 14 bis 68 Zentimetern Länge 10 bis 44 (selten 61) aufrechte grüne Einzelblüten, die dicht ährig zusammenstehen.
Die kugelförmigen Früchte sind 1 bis 1,8 (selten 2,5) Zentimeter lang und 1 bis 1,7 Zentimeter breit.

## Systematik und Verbreitung
Agave virginica ist im Süden und Osten der Vereinigten Staaten verbreitet. Die Pflanzen wachsen in bewaldeten Gegenden auf felsigen und sandigen Böden.  Agave virginica ist die einzige Art der Untergattung Manfreda die auch in gemäßigten Klimazonen vorkommt. Sie wird der Manfreda-Gruppe zugeordnet.
Die Erstbeschreibung wurde 1753 von Carl von Linné in Species Plantarum veröffentlicht. Nomenklatorische Synonyme sind Manfreda virginica (L.) Rose (1899) und Polianthes virginica (L.) Shinners (1966).
Es werden folgende Unterarten unterschieden:
- Agave virginica subsp. virginica
- Agave virginica subsp. lata (Shinners) Thiede & Eggli

## Nachweise

## Weiterführende Literatur
- Jerry M. Baskin, Carol C. Baskin: The Ecological Life History of Agave virginica L. in Tennessee Cedar Glades. In: American Midland Naturalist. Band 86, Nr. 2, 1971, S. 449–462 (JSTOR:2423636).